# Tanyproctus paulusi
Tanyproctus paulusi är en skalbaggsart som beskrevs av Rudolph Petrovitz 1980. Tanyproctus paulusi ingår i släktet Tanyproctus och familjen Melolonthidae. Inga underarter finns listade i Catalogue of Life.